# 효자 최회 정려
효자 최회 정려(孝子 崔澮 旌閭)는 세종특별자치시 조치원읍 봉산리에 있는 조선시대의 효자문이다. 2001년 5월 31일 연기군의 향토유적 제3호로 지정되었다가, 행정구역 개편에 따라 2014년 9월 30일 세종특별자치시의 향토문화유산 제3호로 재지정되었다.

## 개요
효자 최회 정려(孝子 崔澮 旌閭)는 조선시대의 효자 최회(催會, 1563~1621)의 효행(孝行)을 세상에 널리 알려 칭찬하고 기억하기 위해 나라에서 하사한 명정(銘旌)을 현판(懸板)으로 걸어놓은 정문(旌門)이다.
최회의 본관(本貫)은 강화(江華), 자(字)는 경택(景澤)이다. 집안에 효행(孝行)과 열행(烈行)이 번성(繁盛)하기를 기원하면서 ‘연기 봉산동 향나무(천연기념물 제321호)’를 심은 것으로 알려져 있는 최중룡(崔重龍, 1543~1575)의 아들이다.
최회는 어려서부터 효심이 깊고 남의 잘못을 감쌀 줄 아는 성품으로 주변에 칭찬이 그치지 않았으며, 성인이 되어서는 벼슬에 뜻을 두지 않고 가난한 선비들과 어울리고 청렴하게 지냈다 한다. 그의 나이 13세에 아버지가 돌아가시자 3년 동안 무덤가에 움막을 짓고 살면서 곁을 지켰고, 홀로 계신 어머니를 즐겁게 해드리기 위해 친구들을 멀리하고 공부에 전념하여 1590년(선조 23)에 나라에 경사가 있을 때 실시한 증광시(增廣試)에서 생원(生員)이 되었다. 홀로 계신 어머니가 병환으로 누워계시자 직접 대소변을 받고 맛을 보아 병의 차도를 알아보았으며, 병에 좋다는 약을 어렵게 구해드렸지만 낫지 않자 자신의 손가락을 잘라 피를 드렸다고 한다. 58세의 나이에도 어머니의 쾌유를 바라는 기도를 매일 드리다가 쓰러져 다시 일어나지 못했다.
최회의 효행에 대해 지역의 유림(儒林)들이 글을 올려 1686년(숙종 12)에 명정을 받고 정문을 세우도록 하였다. 내부에는 최회의 현판(懸板)이 걸려있고 그 위에 1702년(숙종 28) 증손(曾孫)인 최훤(崔煊)이 최회의 행적에 대해 작성한 기록이 남아있다.

## 안내문
최회(崔繪)는 명종 18년(1563)에 다복한 집안에서 태어나 부모님의 깊은 사랑을 받으며 자라던중 아버지가 갑자기 병을 얻어 돌아가시었다.
최회(崔繪)는 아버지의 상을 치른후 상옷을 벗지 않은채 3년간 시묘(侍墓)하였다. 공은 효성(孝誠)이 지극할 뿐 아니라 친구들과도 시비하지 않았으며 오로지 어머님을 정성껏 섬기겠다는 효성과 학문에만 전념하여 생원(生員) 벼슬로 어머님을 즐겁게 해드렸다.
어머님이 노환으로 병고에 시달리자 자신도 늙은 몸이면서도 대소변을 몸소 받아내며 조금도 게을리 하지 않았다. 부유한 가정이어서 머슴도 두고 있으면서도 어머님에 대한 시중은 일체 시키지 않았다.
어머님께서 노환으로 눕게되자 백방으로 약을 구하여 드리었으나 차도가 없자 자신의 손가락을 짤라 피를 흘려 소생케 한 출천지(出天地) 효자였다.
숙종 12년(1686)에 명정(命旌)을 받아 정문(旌문)을 건립하였다.